# Nati nel 1984/Novembre
| Questa pagina contiene informazioni ricavate automaticamente dalle voci biografiche con l'ausilio del template Bio e di un bot. L'aggiornamento è periodico e automatico e ricostruisce completamente la pagina. Se manca una persona in questa lista, sei pregato di non aggiungerla, ma accertati piuttosto che la sua voce biografica contenga il template Bio e che i dati anagrafici siano correttamente compilati. Se il template Bio manca, inseriscilo tu stesso o, in alternativa, metti l'avviso {{tmp\|Bio}} che ne segnala la mancanza. Se i dati riportati sono sbagliati, correggi direttamente la voce biografica; le modifiche saranno visibili in questa lista entro pochi giorni. Per chiarimenti vedi il progetto biografie. La lista contiene solo le 409 persone che sono citate nell'enciclopedia e per le quali è stato implementato correttamente il template Bio. Pagina aggiornata al 10 ago 2025. |

- 1º novembre - Hosny Abd Rabo, ex calciatore egiziano
- 1º novembre - Majed Al-Marshedi, calciatore saudita
- 1º novembre - Osmar Bravo, pugile nicaraguense
- 1º novembre - Jenna Ellis, avvocato statunitense
- 1º novembre - Damiano Ferronetti, ex calciatore italiano
- 1º novembre - Kevin Foley, allenatore di calcio e ex calciatore inglese
- 1º novembre - Nina Girado, cantante filippina
- 1º novembre - Miloš Krasić, ex calciatore serbo
- 1º novembre - Michaël N'dri, ex calciatore francese
- 1º novembre - Sávio Oliveira do Vale, ex calciatore brasiliano
- 1º novembre - Chrīstos Pipinīs, calciatore greco
- 1º novembre - Phil Fish, autore di videogiochi canadese
- 1º novembre - Quan Prowell, ex cestista statunitense
- 1º novembre - Matúš Putnocký, calciatore slovacco
- 1º novembre - Kristian Tettli Rennemo, ex fondista norvegese
- 1º novembre - Natalia Tena, attrice e musicista britannica
- 1º novembre - Rene Toft Hansen, pallamanista danese
- 1º novembre - Macnelly Torres, ex calciatore colombiano
- 1º novembre - Jevhenij Valenko, ex giocatore di calcio a 5 ucraino
- 1º novembre - Peter Wiersum, canottiere olandese
- 2 novembre - Marion Bertrand, ex sciatrice alpina francese
- 2 novembre - Vasil Garvanliev, cantante e baritono macedone
- 2 novembre - Brett Goode, giocatore di football americano statunitense
- 2 novembre - Tamara Hope, attrice canadese
- 2 novembre - Anastasija Karpova, cantante russa
- 2 novembre - Arnold Kruiswijk, ex calciatore olandese
- 2 novembre - Stanko Sebič, ex cestista sloveno
- 2 novembre - Bibencio Servín, calciatore paraguaiano
- 2 novembre - Julia Stegner, supermodella tedesca
- 2 novembre - Hartman Toromba, ex calciatore namibiano
- 2 novembre - Valentina Vitale, surfista italiana
- 3 novembre - Timothy Cavicchini, cantante italiano
- 3 novembre - Michael Chaves, regista statunitense
- 3 novembre - Saúl Craviotto, canoista spagnolo
- 3 novembre - Bai Elorde, pugile filippino
- 3 novembre - Francesco Lunardini, ex calciatore italiano
- 3 novembre - Thiago Marin, ex calciatore brasiliano
- 3 novembre - Ivan Milošević, ex calciatore serbo
- 3 novembre - Ara Mkrtčyan, ex calciatore armeno
- 3 novembre - Ryō Nishikido, attore e cantante giapponese
- 3 novembre - Jurij Pan'kiv, ex calciatore ucraino
- 3 novembre - Marcus Toji, attore e doppiatore statunitense
- 3 novembre - LaMarr Woodley, giocatore di football americano statunitense
- 4 novembre - Yousuf Al-Busaidi, calciatore omanita
- 4 novembre - Tariq Al-Hargan, ex calciatore saudita
- 4 novembre - Branden Albert, ex giocatore di football americano statunitense
- 4 novembre - Dustin Brown, hockeista su ghiaccio statunitense
- 4 novembre - Etiënne Esajas, ex calciatore olandese
- 4 novembre - Adam Grahn, cantante e chitarrista svedese
- 4 novembre - Tony Hills, ex giocatore di football americano statunitense
- 4 novembre - David Jones, ex calciatore inglese
- 4 novembre - Navonda Moore, ex cestista statunitense
- 4 novembre - Ryan Nemeth, wrestler statunitense
- 4 novembre - Anna Maria Picarelli, allenatrice di calcio e ex calciatrice statunitense
- 4 novembre - Mikel Rico, ex calciatore spagnolo
- 4 novembre - Courtney Thompson, pallavolista statunitense
- 4 novembre - Ayila Yussuf, ex calciatore nigeriano
- 5 novembre - Deniz Akkoyun, modella olandese
- 5 novembre - Baruto Kaito, lottatore di sumo e politico estone
- 5 novembre - Nick Folk, giocatore di football americano statunitense
- 5 novembre - Eliud Kipchoge, maratoneta e mezzofondista keniota
- 5 novembre - Martin Mortensen, ex ciclista su strada danese
- 5 novembre - Nick Tandy, pilota automobilistico britannico
- 5 novembre - Jim Thompson, rugbista a 15 britannico
- 5 novembre - Luka Žorić, ex cestista croato
- 5 novembre - Nikolaj Žerdev, hockeista su ghiaccio ucraino
- 6 novembre - Audrey Brisson, attrice canadese
- 6 novembre - Paolo Ciavatta, ciclista su strada italiano
- 6 novembre - Annie Cruz, attrice pornografica statunitense
- 6 novembre - Stefano Guberti, dirigente sportivo, allenatore di calcio e ex calciatore italiano
- 6 novembre - Mohammad Hadrab, ex cestista e allenatore di pallacanestro giordano
- 6 novembre - Livio Marinelli, arbitro di calcio e militare italiano
- 6 novembre - Yasuhiro Maruta, ex giocatore di football americano giapponese
- 6 novembre - Patina Miller, attrice e cantante statunitense
- 6 novembre - Dejan Radić, pallavolista serbo
- 6 novembre - Sebastian Schachten, ex calciatore tedesco
- 6 novembre - Pablo Silva, calciatore uruguaiano
- 6 novembre - Enver Soobzokov, ex cestista statunitense
- 6 novembre - Heorhij Vasyl'ovyč Tibilov, ex lottatore ucraino
- 6 novembre - Danny Watkins, giocatore di football americano canadese
- 6 novembre - Hidekazu Ōtani, ex calciatore giapponese
- 7 novembre - Mihkel Aksalu, ex calciatore estone
- 7 novembre - Jonathan Bornstein, ex calciatore statunitense
- 7 novembre - Takahito Chiba, ex calciatore giapponese
- 7 novembre - Giulia, cantante rumena
- 7 novembre - Serey Dié, ex calciatore ivoriano
- 7 novembre - Dulee Johnson, ex calciatore liberiano
- 7 novembre - La Lana, cantante croata
- 7 novembre - Eirik Lamøy, ex calciatore norvegese
- 7 novembre - Jorge Matamoros, ex giocatore di calcio a 5 spagnolo
- 7 novembre - Gervais Randrianarisoa, calciatore malgascio
- 7 novembre - Ram Singh Yadav, ex maratoneta indiano
- 7 novembre - Amelia Vega, modella dominicana
- 7 novembre - Kateřina Zohnová, cestista ceca
- 8 novembre - Marc Gini, ex sciatore alpino svizzero
- 8 novembre - Keith Lee, wrestler statunitense
- 8 novembre - Yōko Mitsuya, attrice e modella giapponese
- 8 novembre - Daynellis Montejo, taekwondoka cubana
- 8 novembre - Patricia Polifka, ex bobbista, ex ostacolista e ex multiplista tedesca
- 8 novembre - Loni Qaraba, calciatore salomonese
- 8 novembre - Bojan Vručina, calciatore croato
- 8 novembre - Darryl Watkins, ex cestista statunitense
- 8 novembre - Lorenzo Williams, ex cestista statunitense
- 9 novembre - Edwin Aquino, pallavolista portoricano
- 9 novembre - Romina Armellini, nuotatrice italiana
- 9 novembre - Béatrice Bofia, ex cestista camerunese
- 9 novembre - Suzana Ćebić, pallavolista serba
- 9 novembre - Seven, cantante sudcoreano
- 9 novembre - Tyler Clutts, giocatore di football americano statunitense
- 9 novembre - Nick Cushing, allenatore di calcio inglese
- 9 novembre - Pierre De Wit, ex calciatore tedesco
- 9 novembre - Florian Dick, ex calciatore tedesco
- 9 novembre - Johnny Dingle, ex giocatore di football americano statunitense
- 9 novembre - Ivan Dzenisevič, ex calciatore bielorusso
- 9 novembre - Roberto Fortes, ex cestista angolano
- 9 novembre - Delta Goodrem, cantautrice, pianista e musicista australiana
- 9 novembre - Ku Hye-sun, attrice, cantante e regista sudcoreana
- 9 novembre - Chris Lane, cantautore statunitense
- 9 novembre - French Montana, rapper marocchino
- 9 novembre - Ike Ofoegbu, ex cestista nigeriano
- 9 novembre - Pálmi Rafn Pálmason, calciatore islandese
- 9 novembre - Mihai Pintilii, allenatore di calcio e ex calciatore rumeno
- 9 novembre - Derek Raivio, ex cestista statunitense
- 9 novembre - Lorry Thomsen, ex calciatore vanuatuano
- 9 novembre - Yuan Shu-chi, arciera taiwanese
- 10 novembre - Mihails Arhipovs, bobbista lettone
- 10 novembre - Moïse Bambara, ex calciatore burkinabé
- 10 novembre - Ben l'Oncle Soul, cantante francese
- 10 novembre - Kenny Dehaes, ex ciclista su strada belga
- 10 novembre - Ahmed Fathi, ex calciatore egiziano
- 10 novembre - Thierry Hupond, ex ciclista su strada francese
- 10 novembre - Walid Ismail, calciatore libanese
- 10 novembre - Yū Kamiya, scrittore e disegnatore brasiliano
- 10 novembre - Ryūichi Kamiyama, ex calciatore giapponese
- 10 novembre - Gjorgji Kočov, ex cestista e allenatore di pallacanestro macedone
- 10 novembre - Cédric Mafuta, ex cestista svizzero
- 10 novembre - Kazuhisa Makita, giocatore di baseball giapponese
- 10 novembre - Ludovic Obraniak, ex calciatore francese
- 10 novembre - Entonio Pashaj, ex calciatore albanese
- 10 novembre - Kendrick Perkins, ex cestista statunitense
- 10 novembre - Luis Alberto Ramírez, calciatore peruviano
- 10 novembre - Rafael Santos, ex calciatore brasiliano
- 10 novembre - Tibor Tisza, ex calciatore ungherese
- 10 novembre - Ol'ga Zajceva, velocista russa
- 11 novembre - Hilton Armstrong, ex cestista e allenatore di pallacanestro statunitense
- 11 novembre - Andrea Crosariol, allenatore di pallacanestro e ex cestista italiano
- 11 novembre - Quin Humphrey, ex cestista statunitense
- 11 novembre - Charles Lee, allenatore di pallacanestro e ex cestista statunitense
- 11 novembre - Luca Leggiero, giocatore di calcio a 5 italiano
- 11 novembre - Egor Mechoncev, pugile russo
- 11 novembre - Giorgos Ntoskas, allenatore di pallanuoto e ex pallanuotista greco
- 11 novembre - Lorenzo Povegliano, ex martellista italiano
- 11 novembre - Rosario Presti, ex kickboxer e thaiboxer italiano
- 11 novembre - Birkir Sævarsson, calciatore islandese
- 11 novembre - Felice Saladini, imprenditore e dirigente sportivo italiano
- 11 novembre - Oebele Schokker, ex calciatore olandese
- 11 novembre - Yusidey Silié, pallavolista cubana
- 11 novembre - James Situma, ex calciatore keniota
- 11 novembre - Kiril Wachsmann, cestista tedesco
- 12 novembre - Sepp De Roover, ex calciatore belga
- 12 novembre - Tomáš Josl, ex calciatore ceco
- 12 novembre - Francesco Magnanelli, allenatore di calcio e ex calciatore italiano
- 12 novembre - Jorge Masvidal, ex artista marziale misto statunitense
- 12 novembre - Martijn Monteyne, ex calciatore belga
- 12 novembre - Omarion, cantante, attore e ballerino statunitense
- 12 novembre - Park Sandara, cantante, attrice e conduttrice televisiva sudcoreana
- 12 novembre - Ángela Pumariega, velista spagnola
- 12 novembre - Michael Ryderstedt, ex tennista svedese
- 12 novembre - Charles Takyi, ex calciatore ghanese
- 12 novembre - Aya Terakawa, ex nuotatrice giapponese
- 12 novembre - Grace Verbeke, dirigente sportiva e ex ciclista su strada belga
- 12 novembre - Yan Zi, tennista cinese
- 12 novembre - Zelão, ex calciatore brasiliano
- 13 novembre - Ben Alexander, ex rugbista a 15 australiano
- 13 novembre - Lucas Barrios, ex calciatore argentino
- 13 novembre - Chen Yi-feng, ex cestista taiwanese
- 13 novembre - İsmail Demirci, attore turco
- 13 novembre - Ilkka Heikkinen, ex hockeista su ghiaccio finlandese
- 13 novembre - Sarah Rose Karr, attrice statunitense
- 13 novembre - Cory Lee, cantante canadese
- 13 novembre - Ronayne Marsh-Brown, ex calciatore guyanese
- 13 novembre - Josanne Potter, allenatrice di calcio e ex calciatrice inglese
- 13 novembre - Joël Sami, ex calciatore francese
- 13 novembre - Diogo Santos, ex calciatore portoghese
- 13 novembre - Yargelis Savigne, triplista e lunghista cubana
- 13 novembre - Sunil Singh, wrestler canadese
- 13 novembre - Mahau Suguimati, ostacolista brasiliano
- 13 novembre - Daniel Yeboah, ex calciatore ivoriano
- 14 novembre - Ali Al-Ajmi, ex calciatore omanita
- 14 novembre - Lisa De Vanna, calciatrice australiana
- 14 novembre - Giovanni Fietta, ex calciatore italiano
- 14 novembre - Tony Gaffney, ex cestista statunitense
- 14 novembre - Lance Harris, ex cestista e allenatore di pallacanestro statunitense
- 14 novembre - Ekaterina Krivec, pallavolista russa
- 14 novembre - Gonzalo Marronkle, ex calciatore argentino
- 14 novembre - Davide Motaran, hockeista su pista italiano
- 14 novembre - Vincenzo Nibali, ex ciclista su strada italiano
- 14 novembre - Francesca Olivoni, copilota di rally italiana
- 14 novembre - Enrico Schirinzi, allenatore di calcio e ex calciatore svizzero
- 14 novembre - Marija Šerifović, cantante serba
- 15 novembre - Sonia Bermúdez, ex calciatrice spagnola
- 15 novembre - Katarina Bulatović, ex pallamanista montenegrina
- 15 novembre - Maximiliano Cavallotti, ex calciatore argentino
- 15 novembre - Chyno Miranda, cantante venezuelano
- 15 novembre - Jermareo Davidson, ex cestista statunitense
- 15 novembre - Asia Kate Dillon, attore statunitense
- 15 novembre - Hevrin Khalaf, politica curda († 2019)
- 15 novembre - Giōrgos Makrīs, ex calciatore greco
- 15 novembre - Meg, chitarrista giapponese
- 15 novembre - Charly Moussono, calciatore gabonese
- 15 novembre - Sid Ahmed Ould Teguedi, calciatore mauritano
- 15 novembre - Tina Periša, ex cestista croata
- 15 novembre - Curdin Perl, ex fondista svizzero
- 15 novembre - Cat Power, wrestler canadese
- 15 novembre - Brion Rush, ex cestista statunitense
- 15 novembre - Xochitl Torres Small, politica statunitense
- 15 novembre - Zhu Qinan, tiratore a segno cinese
- 16 novembre - Gemma Atkinson, attrice, personaggio televisivo e modella britannica
- 16 novembre - Borja Blanco, giocatore di calcio a 5 spagnolo
- 16 novembre - Kimberly Brown, attrice statunitense
- 16 novembre - Mark Bunn, allenatore di calcio e ex calciatore inglese
- 16 novembre - Thomas Frey, ex sciatore alpino francese
- 16 novembre - Mariann Gajhede Knudsen, ex calciatrice danese
- 16 novembre - Mihai Roman, ex calciatore rumeno
- 16 novembre - Eric Sehn, tuffatore canadese
- 16 novembre - Duje Strukan, arbitro di calcio croato
- 17 novembre - Chris Beath, arbitro di calcio australiano
- 17 novembre - Adrián Colunga, ex calciatore spagnolo
- 17 novembre - Jon Cor, attore canadese
- 17 novembre - Antonio Giovanni Corbisiero, allenatore di calcio e ex calciatore inglese
- 17 novembre - Tiziano Corriga, lottatore italiano
- 17 novembre - Alberto Fernández de la Puebla, ex ciclista su strada spagnolo
- 17 novembre - Luca Ferretti, ex nuotatore italiano
- 17 novembre - Ikumi Hayama, doppiatrice giapponese
- 17 novembre - Rob Mayes, attore, cantante e modello statunitense
- 17 novembre - Park Han-byul, attrice sudcoreana
- 17 novembre - Marina Piller, ex fondista italiana
- 17 novembre - Michael Schermi, attore italiano
- 17 novembre - Mattias Sereinig, ex calciatore austriaco
- 18 novembre - François Bourque, ex sciatore alpino canadese
- 18 novembre - Johnny Christ, bassista statunitense
- 18 novembre - Vera Feščenko, pentatleta russa
- 18 novembre - Guni Israeli, ex cestista e allenatore di pallacanestro israeliano
- 18 novembre - Enar Jääger, ex calciatore estone
- 18 novembre - Manfredi Lucibello, regista cinematografico italiano
- 18 novembre - Dominik Meichtry, ex nuotatore svizzero
- 18 novembre - Takayuki Nakahara, ex calciatore giapponese
- 18 novembre - Nelson Romero, calciatore paraguaiano
- 18 novembre - Sabin Tambrea, attore romeno
- 18 novembre - Rafael Pereira dos Santos, calciatore brasiliano
- 19 novembre - Stephen Bradley, allenatore di calcio e ex calciatore irlandese
- 19 novembre - Aljaksandr Bujkevič, schermidore bielorusso
- 19 novembre - Fëdor Dmitriev, ex cestista russo
- 19 novembre - Lindsay Ellingson, supermodella statunitense
- 19 novembre - Ivan Firer, ex calciatore sloveno
- 19 novembre - Jorge Fucile, ex calciatore uruguaiano
- 19 novembre - Rogério Gonçalves Martins, ex calciatore brasiliano
- 19 novembre - Damir Kahriman, ex calciatore serbo
- 19 novembre - Dawid Kucharski, ex calciatore polacco
- 19 novembre - Cecilia Maffei, pattinatrice di short track italiana
- 19 novembre - Cam, cantautrice statunitense
- 19 novembre - Gabrielle Richards, ex cestista australiana
- 19 novembre - Badara Sène, ex calciatore senegalese
- 20 novembre - Ali, cantautrice sudcoreana
- 20 novembre - Carlos English, ex cestista statunitense
- 20 novembre - Kwami Eninful, calciatore togolese
- 20 novembre - Ariane Fortin, pugile canadese
- 20 novembre - Kévin Hecquefeuille, allenatore di hockey su ghiaccio e ex hockeista su ghiaccio francese
- 20 novembre - Jeremy Jordan, attore e cantante statunitense
- 20 novembre - Lee Yun-yeol, videogiocatore sudcoreano
- 20 novembre - Sherjill Mac-Donald, calciatore olandese
- 20 novembre - Jan Martín, ex cestista spagnolo
- 20 novembre - Cartier Martin, ex cestista statunitense
- 20 novembre - Ken Masauvakalo, calciatore vanuatuano († 2009)
- 20 novembre - Sebastián Maz, ex calciatore uruguaiano
- 20 novembre - Ferdinando Monfardini, pilota automobilistico italiano
- 20 novembre - Stéphane N'Guéma, calciatore gabonese
- 20 novembre - James Francis Edward O'Connor, ex calciatore inglese
- 20 novembre - Anastasija Vital'evna Staškevič, danzatrice russa
- 20 novembre - Naoya Tamura, ex calciatore giapponese
- 20 novembre - Massiel Taveras, modella dominicana
- 20 novembre - Monique van der Vorst, paraciclista e triatleta olandese
- 21 novembre - Ante Batarelo, calciatore croato
- 21 novembre - Álvaro Bautista, pilota motociclistico spagnolo
- 21 novembre - Duilio Birindelli, cestista argentino
- 21 novembre - Josh Boone, ex cestista statunitense
- 21 novembre - Sara Dossena, maratoneta, mezzofondista e triatleta italiana
- 21 novembre - Hope Dworaczyk, modella statunitense
- 21 novembre - Lindsey Haun, attrice e cantante statunitense
- 21 novembre - Andrej Hočevar, allenatore di hockey su ghiaccio e ex hockeista su ghiaccio sloveno
- 21 novembre - Linda Itunu, rugbista a 15 e allenatore di rugby a 15 neozelandese
- 21 novembre - Jena Malone, attrice statunitense
- 21 novembre - Tasha Schwikert, ex ginnasta statunitense
- 21 novembre - Yasemin Smit, pallanuotista olandese
- 22 novembre - Mahmood Abdulrahman, calciatore bahreinita
- 22 novembre - Jordi Adroher, hockeista su pista spagnolo
- 22 novembre - Octavian Calotă-Popa, cestista rumeno
- 22 novembre - Davide Chiumiento, ex calciatore svizzero
- 22 novembre - Daniele Corvia, allenatore di calcio e ex calciatore italiano
- 22 novembre - Stefania Dall'Igna, pallavolista italiana
- 22 novembre - Eduard Folayang, artista marziale misto filippino
- 22 novembre - Artur Geworkýan, ex calciatore turkmeno
- 22 novembre - Ibrahim Hazzazi, ex calciatore saudita
- 22 novembre - Justin Hoyte, calciatore britannico
- 22 novembre - Kevyn Ista, dirigente sportivo e ex ciclista su strada belga
- 22 novembre - Scarlett Johansson, attrice e cantante statunitense
- 22 novembre - Carolin Leonhardt, canoista tedesca
- 22 novembre - Nathalie Nordnes, cantante norvegese
- 22 novembre - Joan Olivé, pilota motociclistico spagnolo
- 22 novembre - Thiago Rocha da Cunha, ex calciatore brasiliano
- 22 novembre - Simone Villanova, ex calciatore italiano
- 22 novembre - Tomasz Zahorski, ex calciatore polacco
- 23 novembre - BJ the Chicago Kid, cantante statunitense
- 23 novembre - Ibrahima Ba, ex calciatore senegalese
- 23 novembre - Ariel Clark, attore statunitense († 2007)
- 23 novembre - Lucas Grabeel, showman, attore e doppiatore statunitense
- 23 novembre - Ebony Mystique, attrice pornografica statunitense
- 23 novembre - Manuel Jamuana, calciatore angolano
- 23 novembre - Sara Lawrence, modella giamaicana
- 23 novembre - Emmanuel Lucenti, judoka argentino
- 23 novembre - Giulia Narduolo, politica italiana
- 23 novembre - Nicola Pavin, rugbista a 15 italiano
- 23 novembre - Adrianne Ross, ex cestista statunitense
- 23 novembre - Justin Turner, giocatore di baseball statunitense
- 24 novembre - Brandon Bair, giocatore di football americano statunitense
- 24 novembre - Omer Bakhit, calciatore sudanese
- 24 novembre - Petra Bertholdová, calciatrice ceca
- 24 novembre - Soslan Cirichov, pesista russo
- 24 novembre - Giulio D'Antona, scrittore, traduttore e produttore cinematografico italiano
- 24 novembre - Giulia Di Vita, politica italiana
- 24 novembre - Kagisho Dikgacoi, allenatore di calcio e ex calciatore sudafricano
- 24 novembre - Alioune Kébé, ex calciatore senegalese
- 24 novembre - Naoya Kikuchi, ex calciatore giapponese
- 24 novembre - Roy Miller, ex calciatore costaricano
- 24 novembre - Jamal Mohammed, ex calciatore keniota
- 24 novembre - Lisa Nordén, triatleta svedese
- 24 novembre - Maria Riesch, ex sciatrice alpina tedesca
- 24 novembre - Fernando Scavasin, schermidore brasiliano
- 24 novembre - Fejzo Shenaj, ex calciatore albanese
- 24 novembre - Danny Trent, chitarrista e compositore italiano
- 24 novembre - Andrei Vargas, ex giocatore di football americano e allenatore di football americano brasiliano
- 25 novembre - Gerardo Alcoba, ex calciatore uruguaiano
- 25 novembre - Ryan Baker, ex giocatore di football americano statunitense
- 25 novembre - Guy Stéphane Essame, ex calciatore camerunese
- 25 novembre - Costanza Fiorentini, sincronetta italiana
- 25 novembre - Pirmin Lang, dirigente sportivo, ex ciclista su strada e ex ciclocrossista svizzero
- 25 novembre - Kennedy Nketani, calciatore zambiano
- 25 novembre - Gaspard Ulliel, attore e modello francese († 2022)
- 25 novembre - Jesto, rapper italiano († 2025)
- 26 novembre - Ana Maria Brânză, schermitrice rumena
- 26 novembre - Juan Manuel Cobo, ex calciatore argentino
- 26 novembre - Jermaine Gonzales, velocista giamaicano
- 26 novembre - Andy Iro, ex calciatore inglese
- 26 novembre - Ryan Johnson, ex calciatore giamaicano
- 26 novembre - Vincent Jérôme, ex ciclista su strada francese
- 26 novembre - Jeremy Lusk, pilota motociclistico statunitense († 2009)
- 26 novembre - Jean-Claude Ndagijmana, ex calciatore ruandese
- 26 novembre - Antonio Puerta, calciatore spagnolo († 2007)
- 26 novembre - Serhij Pylypčuk, ex calciatore ucraino
- 27 novembre - Matteo D'Alberto, sciatore nautico italiano
- 27 novembre - Heather Ann Davis, attrice e modella statunitense
- 27 novembre - Florian Eisath, ex sciatore alpino italiano
- 27 novembre - Jana Gereková, ex biatleta slovacca
- 27 novembre - György Grozer, pallavolista ungherese
- 27 novembre - Chris Holm, ex cestista e allenatore di pallacanestro statunitense
- 27 novembre - Daniel Kipchirchir Komen, ex mezzofondista e maratoneta keniota
- 27 novembre - Sanna Nielsen, cantante svedese
- 27 novembre - Domata Peko, ex giocatore di football americano statunitense
- 27 novembre - Massimo Roccoli, pilota motociclistico italiano
- 27 novembre - Lindsey Van, ex saltatrice con gli sci statunitense
- 27 novembre - Benny the Butcher, rapper statunitense
- 28 novembre - Chigozie Agbim, ex calciatore nigeriano
- 28 novembre - Marcelo Boeck, ex calciatore brasiliano
- 28 novembre - Andrew Bogut, ex cestista australiano
- 28 novembre - Damon Daunno, attore, cantante e compositore statunitense
- 28 novembre - Marc-André Fleury, hockeista su ghiaccio canadese
- 28 novembre - Amber Hearn, ex calciatrice neozelandese
- 28 novembre - Federico Martínez, ex calciatore uruguaiano
- 28 novembre - Luigi Milani, rugbista a 15 italiano
- 28 novembre - Dušan Perniš, ex calciatore slovacco
- 28 novembre - Juan Alberto Rosas, pugile messicano
- 28 novembre - Haman Sadjo, ex calciatore camerunese
- 28 novembre - Trey Songz, cantautore, produttore discografico e attore statunitense
- 28 novembre - Martina Stella, attrice e modella italiana
- 28 novembre - Jonathan Wang, produttore cinematografico statunitense
- 28 novembre - Mary Elizabeth Winstead, attrice statunitense
- 28 novembre - Naoko Yamada, animatrice e regista giapponese
- 29 novembre - Choi Yoon-so, attrice sudcoreana
- 29 novembre - Alfred Effiong, ex calciatore nigeriano
- 29 novembre - Sofia Escobar, attrice e soprano portoghese
- 29 novembre - Natalija Gros, arrampicatrice slovena
- 29 novembre - J. Holiday, cantautore statunitense
- 29 novembre - Ji Hyun-woo, attore e musicista sudcoreano
- 29 novembre - Ronil Kumar, allenatore di calcio e ex calciatore figiano
- 29 novembre - Rasmus Lindgren, ex calciatore svedese
- 29 novembre - Katlego Mphela, ex calciatore sudafricano
- 29 novembre - Juan Paredes, calciatore guatemalteco
- 29 novembre - Samson Satele, giocatore di football americano statunitense
- 29 novembre - Xu Chen, giocatore di badminton cinese
- 30 novembre - Pita Baleitoga, calciatore figiano
- 30 novembre - Rosa María Guerrero, atleta paralimpica messicana
- 30 novembre - Markus Holgersson, ex calciatore svedese
- 30 novembre - Alan Hutton, ex calciatore scozzese
- 30 novembre - Nigel de Jong, dirigente sportivo e ex calciatore olandese
- 30 novembre - Omahyra Mota, supermodella dominicana
- 30 novembre - Dawid Nowak, ex calciatore polacco
- 30 novembre - Ol'ga Rypakova, triplista, lunghista e multiplista kazaka
- 30 novembre - Francisco Sandaza, ex calciatore spagnolo
- 30 novembre - Lydia Wilson, attrice britannica